# Снивода
Сни́вода — річка в Україні, у межах Хмільницького та Калинівського районів Вінницької області, ліва притока Південного Бугу (басейн Чорного моря). 

## Опис
Довжина 58 км, площа басейну 906 км². Долина V-подібна, завширшки 0,7—1 км, місцями до 1,8 км. Заплава двобічна, заболочена, завширшки від 100—300 м до 1 км. річище слабозвивисте, завширшки 5—10 м, у пониззі — до 50 м, завглибшки 0,2—0,3 м. Похил річки 0,84 м/км. Має рівнинний характер. Споруджено ставки та водосховища.

## Розташування
Снивода бере початок біля села Мар'янівка. Тече в північно-східній частині Подільської височини переважно на південний схід (місцями на схід або південь). Впадає до Південного Бугу біля південно-західної околиці села Іванів.

## Основні притоки

### Ліві
- Сальницька
- Брод
- Витхла
- Руда
- Батіжок
- Річка без назви. Починається на південно-західній околиці села Сальниця. Тече переважно на південний схід і у селі Рибчинці впадає у  Сниводу за 40 км від її гирла. Довжина - 8,6 км, площа басейну - 15,1 км².

### Праві
- Струмок Хвоса
- Пиківка.
- Річка без назви. Починаєтьс на північно-західній околиці села Сулківка. Тече переважно на південний схід через село Торчин, впадає у сниводу за 50 км від її гирла. Довжина річки - 9,8 км, площа басейну - 45,3 км².